# Macintosh Quadra
La sèrie Macintosh Quadra va ser la família d'ordinadors personals Apple Macintosh de gamma alta d'Apple Computer, construïts utilitzant la CPU Motorola 68040. Els dos primers models de la línia Quadra (Quadra 700 i Quadra 900) es van introduir el 1991, i el nom va ser utilitzat fins a la introducció del Power Mac el 1994. El cap de producte per a la família Quadra va ser Frank Casanova, que també va ser el director de productes per al Macintosh IIfx. La família Quadra substitueix la sèrie Macintosh II, com equips de gamma alta a la línia de productes Macintosh.

## El nom
El nom Quadra es va utilitzar també per als successors dels models Centris que van existir breument durant 1993: els 610, 650 i 660AV. Centris va ser una sèrie d'equips de «rang mitjà» entre el Quadra a l'extrem superior i el LC a l'extrem inferior, però es va decidir més tard que hi havia massa línies de productes i el nom va ser abandonat. Algunes màquines d'aquesta era com el Quadra 605 també van ser venuts com Performa, augmentant encara més la confusió.
L'últim ús del nom va ser per al Quadra 630, que va ser una variant del LC 630 amb un Motorola 68040 «ple» en lloc del Motorola 68LC040 del LC, i presentat juntament amb ell el 1994. El 630 va ser el primer Mac a utilitzar un bus IDE per la unitat de disc dur intern, mentre que totes les seus predecessors havien utilitzat SCSI.
Els tres primers models d'«Apple Workgroup Server», WGS 60, WGS 80 i WGS 95 (anomenats col·lectivament com «AWS 95» per Apple Workgroup Server) es van basar en el Centris 610, Quadra 800 i Quadra 950, respectivament.

## Models
| Macintosh Quadra 605   | Parts | Especificacions                                   |
| ---------------------- | --- | ------------------------------------------------- |
|                        | UCP | Motorola 68LC040 a 25 MHz                         |
| RAM                    | 4-36 MiB (màx.) |                                                   |
| VRAM                   | 512 KiB-1 MiB |                                                   |
| ROM                    | 1 MiB |                                                   |
| Teclat                 | opcional |                                                   |
| Monitor                | opcional; diversos modes gràfics |                                                   |
| So                     | estèreo (8 bits) |                                                   |
| Ports                  | 1 ranura d'expansió LC III PDS, 1 port SCSI, 2 ports sèrie, 1 connector de mòdem                                                          |                                                   |
| Emmagatzematge         | 1 disquetera (3 ½", 1,44 MiB); disc dur SCSI (80-160-250 MiB)                                                                             |                                                   |
| Macintosh Quadra 610   | Parts | Especificacions                                   |
|                        | UCP | Motorola 68040 a 25 MHz Intel 486SX-25 (opcional) |
| RAM                    | 4-68 MiB (màx.) |                                                   |
| VRAM                   | 512 KiB-1 MiB |                                                   |
| ROM                    | 1 MiB |                                                   |
| Teclat                 | opcional |                                                   |
| Monitor                | opcional; diversos modes gràfics |                                                   |
| So                     | estèreo (8 bits) |                                                   |
| Ports                  | 1 ranura d'expansió PDS o NuBus, 1 port SCSI, 2 ports sèrie, 1 connector Ethernet                                                         |                                                   |
| Emmagatzematge         | 1 disquetera (3 ½", 1,44 MiB); disc dur SCSI (160-230 MiB); lector de CD-ROM opcional (2X)                                                |                                                   |
| Macintosh Quadra 630   | Parts | Especificacions                                   |
|                        | UCP | Motorola 68040 a 33 MHz                           |
| RAM                    | 4-36 MiB (màx.) |                                                   |
| VRAM                   | 1 MiB |                                                   |
| ROM                    | 1 MiB |                                                   |
| Teclat                 | opcional |                                                   |
| Monitor                | opcional; diversos modes gràfics |                                                   |
| So                     | estèreo (8 bits) |                                                   |
| Ports                  | 1 ranura d'expansió PDS, 2 ports sèrie, 1 connector de mòdem                                                                              |                                                   |
| Emmagatzematge         | 1 disquetera (3 ½", 1,44 MiB); disc dur IDE (250 MiB); lector de CD-ROM opcional (2X)                                                     |                                                   |
| Macintosh Quadra 650   | Parts | Especificacions                                   |
|                        | UCP | Motorola 68040 a 33 MHz                           |
| RAM                    | 4-136 MiB (màx.) |                                                   |
| VRAM                   | 1 MiB |                                                   |
| ROM                    | 1 MiB |                                                   |
| Teclat                 | opcional |                                                   |
| Monitor                | opcional; diversos modes gràfics |                                                   |
| So                     | estèreo (8 bits) |                                                   |
| Ports                  | 3 ranures d'expansió NuBus, 2 ports sèrie, 1 port SCSI, 1 connector Ethernet                                                              |                                                   |
| Emmagatzematge         | 1 disquetera (3 ½", 1,44 MiB); disc dur SCSI (230-500 MiB); lector de CD-ROM opcional (2X)                                                |                                                   |
| Macintosh Quadra 660AV | Parts | Especificacions                                   |
|                        | UCP | Motorola 68040 a 25 MHz                           |
| RAM                    | 4-68 MiB (màx.) |                                                   |
| VRAM                   | 1 MiB |                                                   |
| ROM                    | 2 MiB |                                                   |
| Teclat                 | opcional |                                                   |
| Monitor                | opcional; diversos modes gràfics |                                                   |
| So                     | estèreo (16 bits) |                                                   |
| Ports                  | 1 ranura d'expansió NuBus o PDS, 1 port sèrie, 1 port SCSI, 1 Geoport, 1 connector Ethernet, 1 connector S-Video, 1 connector RCA (àudio) |                                                   |
| Emmagatzematge         | 1 disquetera (3 ½", 1,44 MiB); disc dur SCSI (230-500 MiB); lector de CD-ROM opcional (2X)                                                |                                                   |
| Macintosh Quadra 700   | Parts | Especificacions                                   |
|                        | UCP | Motorola 68040 a 25 MHz                           |
| RAM                    | 4-68 MiB (màx.) |                                                   |
| VRAM                   | 512 KiB-2 MiB |                                                   |
| ROM                    | 1 MiB |                                                   |
| Teclat                 | opcional |                                                   |
| Monitor                | opcional; diversos modes gràfics |                                                   |
| So                     | estèreo (8 bits) |                                                   |
| Ports                  | 2 ranures d'expansió NuBus i 1 PDS, 2 ports sèrie, 1 port SCSI, 1 connector Ethernet                                                      |                                                   |
| Emmagatzematge         | 1 disquetera (3 ½", 1,44 MiB); disc dur SCSI (80-160-400 MiB)                                                                             |                                                   |
| Macintosh Quadra 800   | Parts | Especificacions                                   |
|                        | UCP | Motorola 68040 a 33 MHz                           |
| RAM                    | 8-136 MiB (màx.) |                                                   |
| VRAM                   | 512 KiB-1 MiB |                                                   |
| ROM                    | 1 MiB |                                                   |
| Teclat                 | opcional |                                                   |
| Monitor                | opcional; diversos modes gràfics |                                                   |
| So                     | estèreo (8 bits) |                                                   |
| Ports                  | 3 ranures d'expansió NuBus i 1 PDS, 2 ports sèrie, 1 port SCSI, 1 connector Ethernet                                                      |                                                   |
| Emmagatzematge         | 1 disquetera (3 ½", 1,44 MiB); disc dur SCSI (230 MiB-1 GiB); lector de CD-ROM (2X)                                                       |                                                   |
| Macintosh Quadra 840AV | Parts | Especificacions                                   |
|                        | UCP | Motorola 68040 a 40 MHz                           |
| RAM                    | 4-128 MiB (màx.) |                                                   |
| VRAM                   | 1 MiB-2 MiB |                                                   |
| ROM                    | 2 MiB |                                                   |
| Teclat                 | opcional |                                                   |
| Monitor                | opcional; diversos modes gràfics |                                                   |
| So                     | estèreo (16 bits) |                                                   |
| Ports                  | 3 ranures d'expansió NuBus, 1 port sèrie, 1 Geoport, 1 port SCSI, 1 connector Ethernet, 1 connector S-Video, 1 connector RCA (àudio)      |                                                   |
| Emmagatzematge         | 1 disquetera (3 ½", 1,44 MiB); disc dur SCSI (230 MiB-1 GiB); lector de CD-ROM (2X)                                                       |                                                   |
| Macintosh Quadra 900   | Parts | Especificacions                                   |
|                        | UCP | Motorola 68040 a 25 MHz                           |
| RAM                    | 4-256 MiB (màx.) |                                                   |
| VRAM                   | 1 MiB-2 MiB |                                                   |
| ROM                    | 1 MiB |                                                   |
| Teclat                 | opcional |                                                   |
| Monitor                | opcional; diversos modes gràfics |                                                   |
| So                     | estèreo (8 bits) |                                                   |
| Ports                  | 5 ranures d'expansió NuBus i 1 PDS, 2 ports sèrie, 1 port SCSI, 1 connector Ethernet                                                      |                                                   |
| Emmagatzematge         | 1 disquetera (3 ½", 1,44 MiB); disc dur SCSI (160-400 MiB); lector de CD-ROM (2X)                                                         |                                                   |
| Macintosh Quadra 950   | Parts | Especificacions                                   |
|                        | UCP | Motorola 68040 a 33 MHz                           |
| RAM                    | 4-256 MiB (màx.) |                                                   |
| VRAM                   | 1 MiB-2 MiB |                                                   |
| ROM                    | 1 MiB |                                                   |
| Teclat                 | opcional |                                                   |
| Monitor                | opcional; diversos modes gràfics |                                                   |
| So                     | estèreo (8 bits) |                                                   |
| Ports                  | 5 ranures d'expansió NuBus i 1 PDS, 2 ports sèrie, 1 port SCSI, 1 connector Ethernet                                                      |                                                   |
| Emmagatzematge         | 1 disquetera (3 ½", 1,44 MiB); disc dur SCSI (230MiB-1 GiB); lector de CD-ROM (2X)                                                        |                                                   |